# Донья-Ана (округ)
До́нья-А́на (Doña Ana) — округ в штате Нью-Мексико в США. Административный центр округа — город Лас-Крусес.

## История
Округ Донья-Ана был образован в 1852 году. Получил название первого административного центра округа — посёлка Донья-Ана, названного, в свою очередь, в честь доньи Аны Робледо (исп. Doña Ana Robledo), прославившейся в XVII веке благотворительностью по отношению к местному населению.

## География
Расположен в южной части штата Нью-Мексико. Общая площадь территории округа — 9881 км².

### Прилегающие территории
- Округ Луна, Нью-Мексико – на западе;
- Округ Сьерра, Нью-Мексико – на севере;
- Округ Отеро, Нью-Мексико – на востоке;
- Округ Эль-Пасо, Техас – на юго-востоке;
- Чиуауа, Мексика – на юге.

## Демография
Население округа составляло:
- по переписи 2010 года — 209 233 человека;
- по переписи 2000 года — 174 682 человека.